# Davy De fauw
Davy De fauw (Gent, 8 juli 1981) is een Belgisch voetbaltrainer en voormalig voetballer die bij voorkeur als verdediger speelde. Hij was hoofdtrainer bij Zulte Waregem van december 2021 tot juni 2022.

## Carrière
De fauw speelde vanaf zijn vijfde jaar voor Club Brugge tot hij door Frank Rijkaard naar Sparta gehaald werd. In het seizoen 2001/2002 debuteerde de Belg voor Sparta. Hij maakte zijn debuut in het Nederlandse betaalde voetbal op 16 maart 2002 in de competitiewedstrijd Willem II-Sparta (4-0), toen hij na 16 minuten inviel voor David Mendes da Silva. Hij kwam dat seizoen tot 7 duels. Sinds het seizoen 2002/2003 is De fauw basisspeler bij de Rotterdammers. In de zomer van 2006 vertrok De fauw naar het Limburgse Roda JC. Daar werd hij al snel een vaste waarde in de verdediging en kwam hij tot meer dan 180 duels in de Nederlandse eredivisie.
Vanaf het seizoen 2011-2012 is Davy De fauw actief in België, meer bepaald bij SV Zulte Waregem, waar hij ook meteen de aanvoerdersband kreeg toebedeeld.
De fauw ontving in het seizoen 2012/2013 1 voorkeurstem en eindigde daarmee op een gedeelde 24ste plaats in het eindklassement van de Gouden Schoen 2012.
Op het begin van het voetbalseizoen 2013-2014 ontstond er commotie bij SV Zulte Waregem omdat De fauw zijn aanvoerdersband moest afstaan aan Thorgan Hazard. Op 20 juni 2014 raakte bekend dat hij voor €200.000 de overstap maakte naar Club Brugge en zo dus terugkeerde naar de ploeg waar hij de kneepjes van het vak had geleerd.
In 2016 keerde De fauw terug naar Essevee en speelde er tot aan het einde van zijn spelerscarrière medio 2020. Het daaropvolgende seizoen werd hij er assistent trainer van Francky Dury. Wanneer Dury half december 2021 werd ontslagen, werden De fauw en Timmy Simons samen als hoofdtrainers aangesteld voor het resterende seizoen van 2021-22. Deze verbintenis werd echter op het eind van dat seizoen beëindigd na negatieve resultaten.
Op 15 maart 2023 werd hij na het ontslag van Mbaye Leye opnieuw aangesteld als assistent-trainer bij SV Zulte Waregem, dit keer als assistent van Frederik D'hollander.

## Statistieken
| Seizoen | Club             | Land               | Competitie         | Duels | Doelp. |
| ------- | ---------------- | ------------------ | ------------------ | ----- | ------ |
| 2001/02 | Sparta Rotterdam | Vlag van Nederland | Eredivisie         | 7     | 0      |
| 2002/03 | Sparta Rotterdam | Vlag van Nederland | Eerste divisie     | 33    | 2      |
| 2003/04 | Sparta Rotterdam | Vlag van Nederland | Eerste divisie     | 33    | 6      |
| 2004/05 | Sparta Rotterdam | Vlag van Nederland | Eerste divisie     | 35    | 4      |
| 2005/06 | Sparta Rotterdam | Vlag van Nederland | Eredivisie         | 32    | 3      |
| 2006/07 | Roda JC          | Vlag van Nederland | Eredivisie         | 33    | 5      |
| 2007/08 | Roda JC          | Vlag van Nederland | Eredivisie         | 33    | 2      |
| 2008/09 | Roda JC          | Vlag van Nederland | Eredivisie         | 32    | 0      |
| 2009/10 | Roda JC          | Vlag van Nederland | Eredivisie         | 37    | 2      |
| 2010/11 | Roda JC          | Vlag van Nederland | Eredivisie         | 31    | 1      |
| 2011/12 | Zulte Waregem    | Vlag van België    | Jupiler Pro League | 35    | 3      |
| 2012/13 | Zulte Waregem    | Vlag van België    | Jupiler Pro League | 40    | 4      |
| 2013/14 | Zulte Waregem    | Vlag van België    | Jupiler Pro League | 37    | 0      |
| 2014/15 | Club Brugge      | Vlag van België    | Jupiler Pro League | 18    | 0      |
| 2015/16 | Club Brugge      | Vlag van België    | Jupiler Pro League | 16    | 2      |
| 2016/17 | Zulte Waregem    | Vlag van België    | Jupiler Pro League | 27    | 3      |
| 2017/18 | Zulte Waregem    | Vlag van België    | Jupiler Pro League | 19    | 3      |
| 2018/19 | Zulte Waregem    | Vlag van België    | Jupiler Pro League | 37    | 2      |
| 2019/20 | Zulte Waregem    | Vlag van België    | Jupiler Pro League | 29    | 6      |
| Totaal  | Totaal           | Totaal             | Totaal             | 542   | 46     |

Laatst bijgewerkt op 23 april 2020.

## Palmares
| Competitie       |             |             |             |             |
| Competitie       | Aantal      | Jaren       |             |             |
| Club Brugge      | Club Brugge | Club Brugge | Club Brugge | Club Brugge |
| ---------------- | ----------- | ----------- | ----------- | ----------- |
| Kampioen België  | 1x          | 2015/16     |             |             |
| Beker van België | 1x          | 2014/15     |             |             |
| Zulte Waregem    |             |             |             |             |
| Beker van België | 1x          | 2016/17     |             |             |

## Rugnummers
Hieronder staat een overzicht van de rugnummers die De fauw tijdens zijn loopbaan droeg.
| Seizoen | Club             | Rugnummer |
| ------- | ---------------- | --------- |
| 2002/03 | Sparta Rotterdam | 2         |
| 2003/04 | Sparta Rotterdam | 2         |
| 2004/05 | Sparta Rotterdam | 2         |
| 2005/06 | Sparta Rotterdam | 2         |
| 2006/07 | Roda JC          | 12        |
| 2007/08 | Roda JC          | 2         |
| 2008/09 | Roda JC          | 2         |
| 2009/10 | Roda JC          | 2         |
| 2010/11 | Roda JC          | 2         |
| 2011/12 | Zulte Waregem    | 4         |
| 2012/13 | Zulte Waregem    | 2         |
| 2013/14 | Zulte Waregem    | 2         |
| 2014/15 | Club Brugge      | 2         |
| 2015/16 | Club Brugge      | 2         |
| 2016/17 | Zulte Waregem    | 2         |
| 2017/18 | Zulte Waregem    | 2         |
| 2018/19 | Zulte Waregem    | 2         |